# Маршалска Острва на Светском првенству у атлетици на отвореном 2013.
Маршалска Острва су учествовала на Светском првенству у атлетици на отвореном 2013. одржаном у Москви од 10. до 18. августа четврти пут. Репрезентацију Маршалских Острва представљао је један такмичар који се такмичио у трци на 100 метара.
На овом првенству представник Маршалских Острва није освојио ниједну медаљу, а поставио је најбољи лични резултат у сезони.

## Резултати

### Мушкарци
| Атлетичар  | Дисциплина | Лични рекорд | Предтакмичење | Предтакмичење | Квалификације        | Квалификације        | Полуфинале           | Полуфинале           | Финале               | Финале  | Детаљи |
| Атлетичар  | Дисциплина | Лични рекорд | Резултат      | Место         | Резултат             | Место                | Резултат             | Место                | Резултат             | Место   | Детаљи |
| ---------- | ---------- | ------------ | ------------- | ------------- | -------------------- | -------------------- | -------------------- | -------------------- | -------------------- | ------- | ------ |
| Роман Крес | 100 м      | 10,39 НР     | 11,65 ЛРС     | 6. гр. 2      | Није се квалификовао | Није се квалификовао | Није се квалификовао | Није се квалификовао | Није се квалификовао | 68 / 75 |        |